# Śmierć ze śmiechu

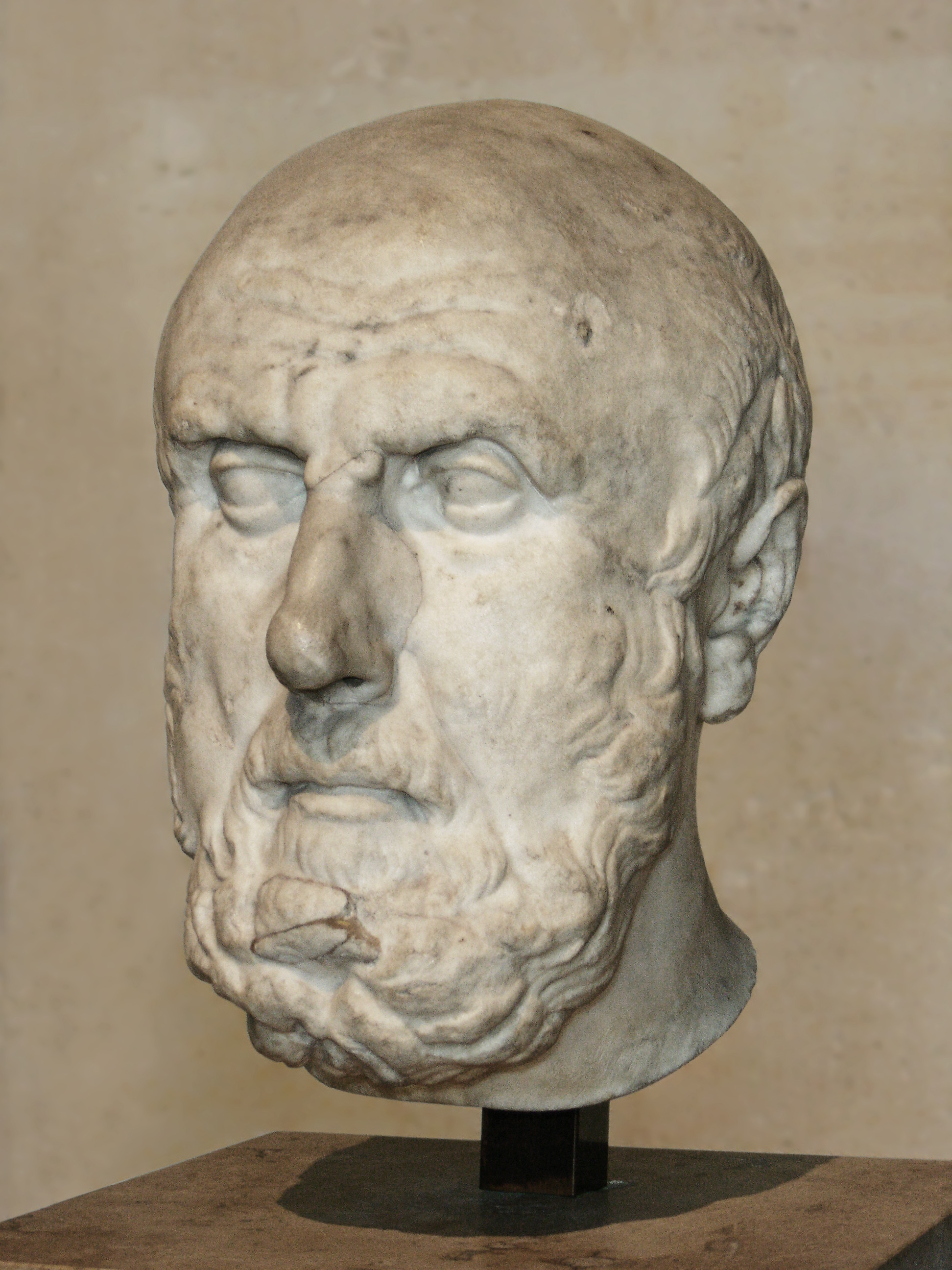
Chryzyp rzekomo zmarł ze śmiechu

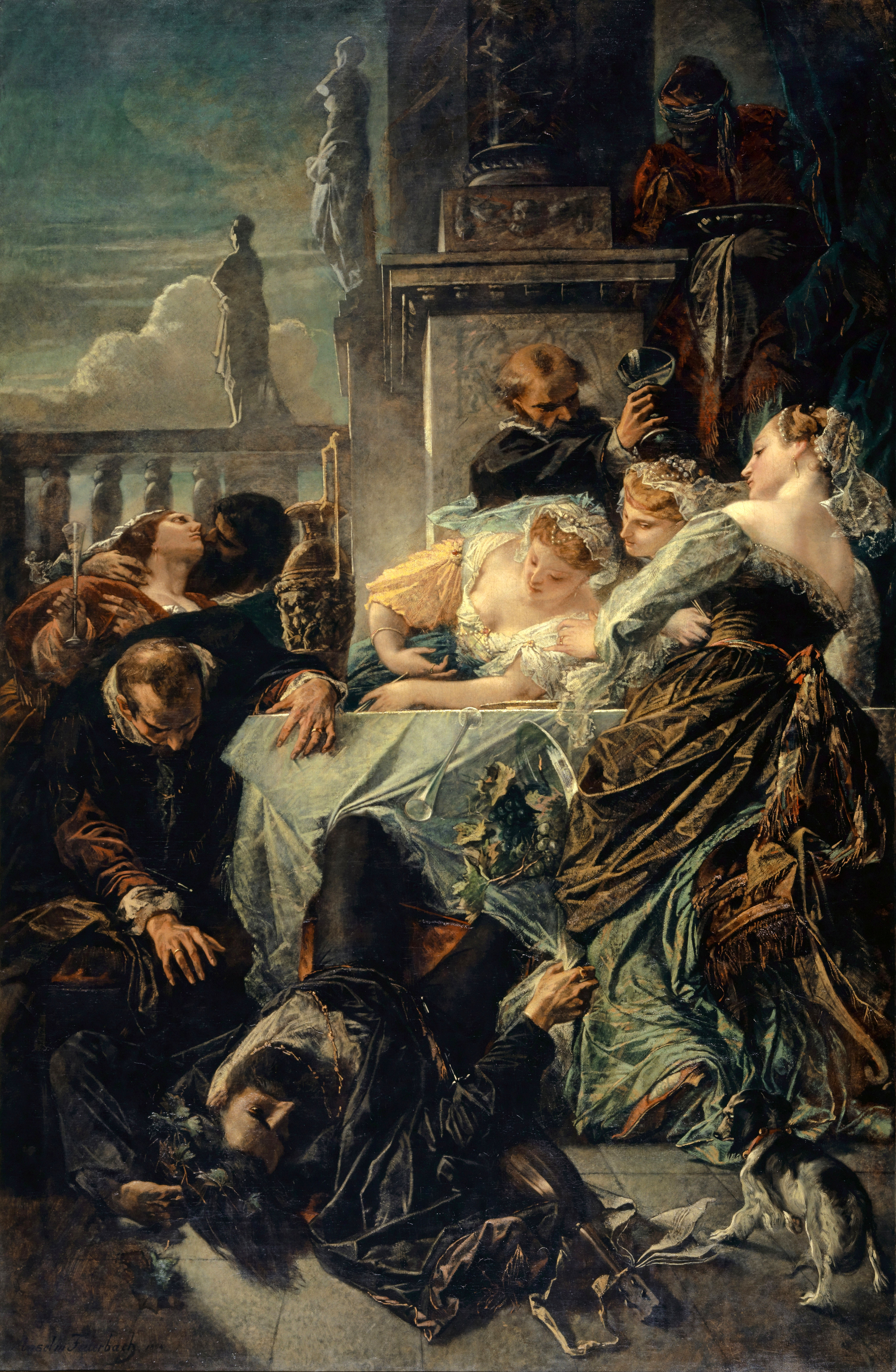
Der Tod des Dichters Pietro Aretino autorstwa Anselma Feuerbacha

Śmierć ze śmiechu – rzadka przyczyna śmierci, zazwyczaj w mechanizmie zatrzymania akcji serca i asfiksji spowodowanych napadem śmiechu. Przypadki zgonów z tego powodu odnotowywano od starożytnej Grecji do czasów współczesnych.

## Patofizjologia
Śmierć może nastąpić z powodu kilku patologii wiążących się ze śmiechem. Zawał mostu i rdzenia przedłużonego może wywołać patologiczny śmiech.
Śmiech może spowodować atonię i zapaść (po angielsku funkcjonuje termin „gelastic syncope”, co znaczy „omdlenie śmiechowe”), i to właśnie może spowodować uraz. Drgawki wywołane śmiechem mogą być powodowane lokalnymi zmianami w podwzgórzu. W zależności od wielkości zmian labilność emocjonalna może być oznaką stanu nagłego, nie będąc samą w sobie przyczyną zgonu. Drgawki związane ze śmiechem łączy się także z móżdżkiem.

## Historyczne zgony powiązane ze śmiechem i doniesienia medialne
- Jedno z doniesień starożytnych opowiada o śmierci Chryzypa, żyjącego w trzecim stuleciu przed Chrystusem greckiego filozofa, reprezentującego stoicyzm. Diogenes Laertios (7.185) opowiada, jakoby stoik dostrzegł osła zjadającego mu figi. Nakazał on niewolnicy napoić osła niemieszanym winem. Miało go tak to rozśmieszyć, że zmarł[8].
- W 1410 król Marcin I Ludzki zmarł na skutek nałożenia się niestrawności i niekontrolowanego śmiechu[9].
- Istnieją pogłoski, zgodnie z którymi w 1556 Pietro Aretino zmarł na skutek uduszenia się z nadmiaru śmiechu[10].
- Wedle innych w 1660 Thomas Urquhart, szkocki arystokrata, polihistor i pierwszy tłumacz prac François Rabelaisa na angielski, miał umrzeć, śmiejąc się po usłyszeniu, że Karol II Stuart objął tron[11][12].
- W 1782 niejaka pani Fianitzherbert zmarła ze śmiechu. W środowy wieczór oglądała aktora Bannistera w Operze żebraczej, śmiała się wraz z resztą widowni z jego komicznego wykonania roli Polly Peachum. Nie potrafiła jednak przestać się śmiać i musiała opuścić teatr. Śmiała się aż do śmierci w piątek rano[13].
- W 1893 farmer Wesley Parsons śmiał się aż do śmierci z żartu wypowiedzianego w Laurel (Indiana). Śmiech trwał prawie godzinę. Farmer zmarł 2 godziny po incydencie[14].
- 24 marca 1975 Alex Mitchell z King’s Lynn (Anglia) zmarł, śmiejąc się podczas oglądania odcinka „Kung Fu Kapers” z The Goodies, przedstawiającego przyodzianego w kilt Szkota wyposażonego w dudy, walczącego o zwycięstwo w lancasterskim turnieju sztuk walki „Eckythump”, uzbrojonego w pudding. Po 25 minutach ciągłego śmiechu Mitchell w końcu zsunął się z sofy i zmarł na zawał mięśnia sercowego. Jego żona wysłała do The Goodies list, w którym podziękowała za umilenie mu ostatnich chwil życia[15][16][17][18][19]. Postawienie jego wnuczce diagnozy dziedzicznego zespołu długiego QT wskazuje, że Mitchell mógł umrzeć na atak serca spowodowany zespołem długiego QT[20].
- W 1989 Ole Bentzen, duński audiolog, umarł, śmiejąc się podczas oglądania filmu Rybka zwana Wandą. Tempo pracy jego serca przed atakiem szacuje się na pomiędzy 250 a 500/min[21].
- W 2003 odnotowano śmierć Damnoena Saen-uma, tajskiego sprzedawcy lodów, podczas śmiechu przez sen. Zmarły miał 52 lata. Jego żona nie mogła go zbudzić. Przestał oddychać po 2 minutach nieprzerwanego śmiechu. Uważa się, że mógł umrzeć na niewydolność serca bądź asfiksję[15].